# غريغوري رودشينكوف
غريغوري رودشينكوف (24 أكتوبر 1958,موسكو) كان هو المدير السابق للمختبر الروسي للكشف عن المنشطات.اتهم رودشينكوف بضلوعه في قلب برنامج المنشطات خلال الدورة الشتوية لألعاب سوشي في عام 2014.
سنة 2015، اثر التقرير الذي اصدرته الوكالة العالمية لمكافحة المنشطات, تقدم غريغوري رودشينكوف باستقالته.
ادعى رودشينكوف بأن عشرات الرياضيين الروس، من بينهم 15 على الأقل ممن حصلوا على ميداليات في دورة الألعاب الأوليمبية الشتوية عام 2014، كانوا جزءا من برنامج مكثف لتناول المنشطات برعاية الدولة.